# Pristimantis scolodiscus
Espèce
Synonymes
- Eleutherodactylus scolodiscus Lynch & Burrowes, 1990

Statut de conservation UICN

 VU  : Vulnérable
Pristimantis scolodiscus est une espèce d'amphibiens de la famille des Craugastoridae.

## Répartition
Cette espèce se rencontre  entre 1 200 et 1 780 m d'altitude dans la cordillère Occidentale ;
- en Équateur dans les provinces de Carchi et d'Esmeraldas ;
- en Colombie dans le département de Nariño.

## Description
Les mâles mesurent de 17,9 à 20,4 mm et les femelles de 20,1 à 22,3 mm.

## Publication originale
- Lynch & Burrowes, 1990 : The frogs of the genus Eleutherodactylus (family Leptodactylidae) at the La Planada Reserve in southwestern Colombia with descriptions of eight new species. Occasional Papers of the Museum of Natural History University of Kansas, no 136, p. 1-31 (texte intégral).